# Csarnó
Csarnó (szlovákul: Šarišské Čierne, korábban Šarišské Čorne, ukránul: Csarno) község Szlovákiában, az Eperjesi kerület Bártfai járásában.

## Fekvése
Bártfától 14 km-re északkeletre, az Ondava felső folyása mellett fekszik.

## Története
A településre 1329-ben utalnak először de ekkor ez még név nélkül történik – ekkor a kurimai uradalomhoz tartozott. 1352-től viszont már a makovicai birtok része. A falu nevesítése „Fekethepathak” néven először 1414-ben történik. 1618-ban „Czárno”, 1773-ban „Czarno”, 1786-ban „Cscharno” néven írják.
A 18. század végén Vályi András így ír róla: „Csarnó, orosz falu, Sáros vgyében, a makoviczi uradalomban, Haiszlin fiókja; 2 r., 221 g. kath., 8 zsidó lak. Ut. p. Bártfa.”
Fényes Elek 1851-ben kiadott geográfiai szótárában így ír a faluról: „Csarnó, (Krajna), orosz falu, Sáros vgyében, a makoviczi uradalomban. Duplin fiókja 4 r., 554 g. kath., 6 zsidó lak. Gör. anyaszentegyház.”
A 19. században a makovicai uradalomhoz tartozott. A trianoni diktátum előtt Sáros vármegye Felsővízközi járásához tartozott.

## Népessége
| Év:            | 1994. | 2004.   | 2014.   | 2024.   |
| -------------- | ----- | ------- | ------- | ------- |
| Emberek száma: | 357   | 325     | 301     | 299     |
| Eltérés:       |       | -8,96 % | -7,38 % | -0,66 % |

| Év:            | 2023. | 2024.   |
| -------------- | ----- | ------- |
| Emberek száma: | 294   | 299     |
| Eltérés:       |       | +1,70 % |

1910-ben 482, túlnyomórészt ruszin lakosa volt.
2001-ben 345 lakosából 129 szlovák 93 ukrán, 73 ruszin, 49 cigány volt.
2011-ben 308 lakosából 206 szlovák, 79 ruszin, 10 ukrán és 6 cigány.

## Neves személyek
- Itt született 1819-ben Alexander Pavlovič ruszin nemzetébresztő, költő, görög katolikus pap.

## Nevezetességei
- Római katolikus temploma 1932-ben, a Szűz Mária kápolna 1765-ben épült.